# Fernand Halphen

Fernand Halphen (1896)

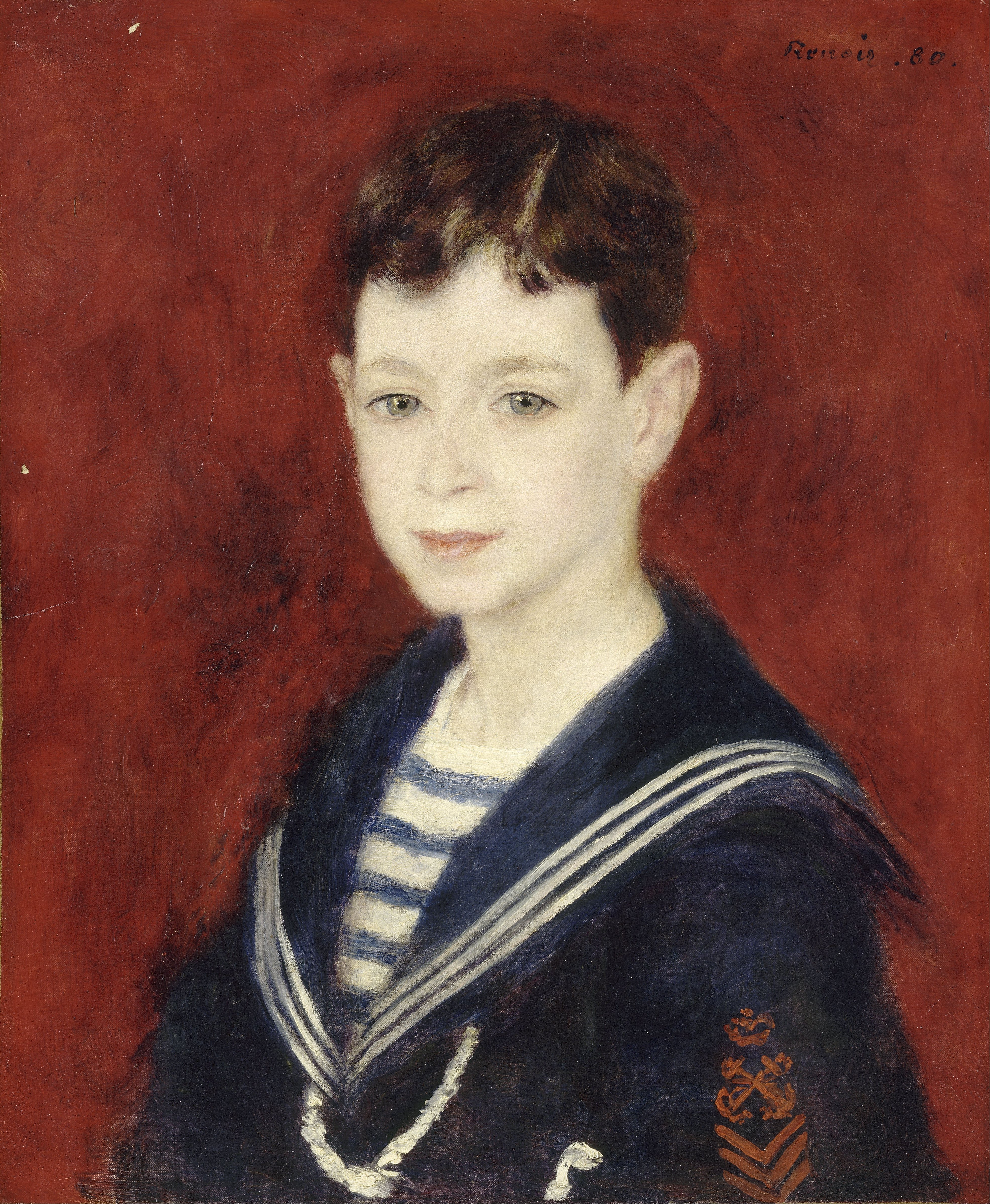
Jugendporträt Halphens von Auguste Renoir.

Fernand Gustave Halphen (* 18. Februar 1872 in Paris; † 16. Mai 1917) war ein französischer Komponist.

## Leben und Wirken
Fernand Halphen entstammte einer wohlhabenden Pariser jüdischen Familie: sein Vater, Georges Halphen (1832–1906), war Diamanthändler, Bankier und Direktor der „Compagnie des chemins de fer du Nord“. Seine Mutter, Henriette Antonia Stern (1836–1905), entstammte der Bankiersfamilie Stern. 1880 wurde er von Auguste Renoir porträtiert. Nachdem er bereits als Kind Unterricht bei Gabriel Fauré hatte, studierte er am Pariser Konservatorium Komposition bei Ernest Guiraud und ab 1892 bei Jules Massenet. 1896 gewann er den Second Grand Prix de Rome mit der Kantate Mélusine.
Halphen komponierte u. a. eine Sinfonie, die in Paris und Monte Carlo aufgeführt wurde, eine Orchestersuite, eine Pantomime (Hagoseida), ein Ballett (Le Réveil du faune) und kammermusikalische Werke. Ab 1907 ließ er für sich und seine Frau bei La Chapelle-en-Serval das Château Mont-Royal errichten, das er ab 1911 bewohnte. Halphen fiel während des Ersten Weltkrieges als Kapitän des dreizehnten Landinfanterieregiments.
Seine Frau Alice de Koenigswarter (1873–1963) gründete die Fondation Halphen, die sich der Unterstützung der Kompositionsschüler am Pariser Konservatorium bei der Veröffentlichung und Aufführung ihrer Werke widmete.

## Diskografie
- Mélodies, pièces pour piano et musique de chambre. Mit Jeff Cohen, Piano; Alexis Galpérine, Violine; François Le Roux, Gesang; Clara Novakova Flöte; Sonia Weider-Atherton, Violoncello. 2010, CD Patrimoines Juifs de France